# Dasymaschalon dasymaschalum
Dasymaschalon dasymaschalum är en kirimojaväxtart som först beskrevs av Carl Ludwig von Blume, och fick sitt nu gällande namn av Ian Mark Turner. Dasymaschalon dasymaschalum ingår i släktet Dasymaschalon, och familjen kirimojaväxter. Inga underarter finns listade i Catalogue of Life.